# Entre dos amores
Entre dos amores (también conocida en México como La usurpadora) es una película española de Luis Lucia, estrenada el 27 de noviembre de 1972, protagonizada por Manolo Escobar e Irán Eory. En ella también participan Isabel Garcés, Inma de Santis y Alfredo Mayo.

## Argumento
Gabriel Rivera, famoso actor y cantante de orígenes humildes, vive dedicado a su única hija, María, después de que su esposa les abandonara a ambos años atrás. Pero su mundo se viene abajo cuando María muere en un accidente de equitación. La aparición de Patricia, una joven inglesa, profesora y amiga de su hija, y el inesperado retorno de Elena, su esposa, que viene a hacerse perdonar y a despedirse, serán los hechos que le devolverán las ganas de vivir.